# Grive des bois
Hylocichla mustelina
Genre
Espèce
Répartition géographique
Statut de conservation UICN

 LC  : Préoccupation mineure
La Grive des bois (Hylocichla mustelina) est une espèce de passereaux de la famille des Turdidae.

## Description
C'est une grive de taille moyenne avec le dessus brun et le dessous blanc tacheté de brun ; mâle et femelle sont semblables. Le mâle possède l’un des plus beaux chants des oiseaux de l’Amérique du Nord.
C’est une espèce solitaire mais qui se regroupe quelquefois avec d’autres espèces. La Grive des bois défend un territoire qui varie de 800 à 28 000 mètres carrés. Elle est omnivore et se nourrit de préférence d’invertébrés et de larves présentes dans le sol, ainsi que de fruits. En été, elle se nourrit continuellement d’insectes afin de subvenir à ses besoins métaboliques quotidiens.
La saison de reproduction de cette espèce monogame débute au printemps. Environ 50 % des couples sont capables d'élever deux nichées, comprenant chacune 2 à 4 oisillons.
Cette espèce est apparentée aux autres grives. Son aire de répartition couvre l’est de l’Amérique du Nord. Cet oiseau migre et passe l’hiver en Amérique centrale et dans le Sud du Mexique. La Grive des bois est l’oiseau emblème du District de Columbia.

## Morphologie
Les adultes mesurent 19 à 21 cm de long avec une envergure de 30 à 40 cm et pèsent 40 à 50 g. La calotte, la nuque et le dos sont brun cannelle alors que le dessus des ailes et la queue sont d’un brun un peu plus terne, légèrement olivâtre. La poitrine et le ventre sont blancs avec de larges taches brunes sur la poitrine et les flancs. L'anneau oculaire est blanc et les pattes sont roses. Chez les autres espèces de grives brunes, les taches sont plus petites sur la poitrine. Les juvéniles ressemblent aux adultes mais possèdent des taches additionnelles sur le dos, la nuque et les couvertures alaires. Le dimorphisme sexuel n’est pas présent chez cette espèce.

## Comportement
La Grive des bois est surtout solitaire mais, en hiver, elle se retrouve occasionnellement dans des groupes formés de plusieurs espèces. Son territoire de reproduction couvre de 800 à au moins 8 000 mètres carrés et est utilisé pour nicher, amasser du matériel de nidification et pour la recherche de nourriture. En hiver, certains individus défendent également un territoire. Les interactions relatives au territoire sont généralement gérées sans contact physique. Cependant, lors de rencontres intenses ou de la défense du nid, des contacts physiques avec les pattes ou le bec ont été observées. Les comportements de défense en réponse aux prédateurs des nids incluent des battements d’ailes et de queue, l’érection des plumes de la calotte ainsi que des vols piqués et des attaques.
La Grive des bois pratique également une forme particulière du bain de fourmis. Il s’agit de cueillir une ou plusieurs fourmis et de les frotter sur les plumes. Le but de ce comportement est peu connu mais il se pourrait que les oiseaux soient ainsi capables d’acquérir les sécrétions des fourmis à des fins médicinales ou encore que les sécrétions des fourmis supplémentent celles de la glande uropygienne.

### Alimentation
Les invertébrés et les larves présentes dans le sol constituent la majorité du régime omnivore de la Grive des bois, mais celle-ci se nourrit également de fruits à la fin de l’été, à l’automne et à la fin de l’hiver. Elle mange occasionnellement des insectes arboricoles, des escargots et de petites salamandres. Les adultes offrent des insectes et des fruits aux juvéniles. En été, les oiseaux doivent consommer des insectes de façon continue pour subvenir à leurs besoins métaboliques quotidiens. Après la reproduction mais avant la migration, la Grive des bois délaisse les insectes pour consommer des fruits possédant des niveaux élevés de lipides.
La Grive des bois recherche sa nourriture principalement au sol, retournant les feuilles avec son bec pour y découvrir des insectes. Elle sautille sur la litière et sur le sol des forêts. Les fruits sont avalés entiers.

### Prédation
Les œufs et les oisillons sont la proie des Tamias rayés, des Ratons laveurs, des Geais bleus, des Corneilles d'Amérique, des serpents Elaphe obsoleta, des Quiscales bronzés, des Petits Polatouches, des Écureuils gris, des belettes, des Souris à pattes blanches, des chats, des Grands-ducs d'Amérique et des Éperviers bruns. Les oiseaux de proie (dont les hiboux) constituent une menace pour les adultes.
La Grive des bois a son nid souvent parasité par le Vacher à tête brune : dans certaines zones du Midwest, tous les nids de Grive des bois contiennent au moins un œuf de vacher, et parfois même, pour certains, jusqu'à 8.
Une étude menée en Pennsylvanie a déterminé que les populations nichant dans de petites parcelles forestières étaient beaucoup plus sujettes à la prédation et au parasitisme que celles vivant dans des forêts plus étendues. Selon cette étude, on ne comptait que 46 % de succès reproductif pour les couples nichant dans une forêt de moins de 80 hectares, contre 86 % dans les forêts plus vastes.

### Vocalisations
La Grive des bois possède l’un des plus beaux chants des oiseaux de l'Amérique du Nord.
Alors que la femelle, apparemment, ne chante pas, le chant du mâle est très particulier, en trois parties. La première partie est souvent inaudible à moins que l’auditeur ne soit proche. Elle consiste en 2 à 6 notes courtes et de basse fréquence boup, boup, boup. La partie centrale du chant est forte et peut être rendue par ii-oh-léii. La dernière partie, comparable à un trille, est constituée de couples de notes non harmoniques, rapides et simultanées, et semble produite par un ventriloque.
Le mâle peut chanter deux notes à la fois ce qui donne à son chant un rendu fluté et éthéré. Chaque individu possède son propre répertoire, basé sur des variations des trois parties du chant. Les chants sont souvent répétés dans l’ordre. La partie boup, boup, boup est quelquefois utilisée comme cri, celui-ci devenant plus fort et plus fréquent lorsque l’oiseau est agité. La Grive des bois utilise également un tout, tout lorsqu’elle est perturbée. Le cri de vol nocturne est un bourdonnant et emphatique hiih.

### Reproduction
Quelques mâles arrivent sur les sites de nidification plusieurs jours avant les femelles les plus hâtives tandis que d’autres mâles arrivent en même temps que les femelles. Les mâles défendent un territoire de 0,08 à 0,8 hectare. Pendant la parade nuptiale, la femelle effectue des vols circulaires silencieux vers 1 à 1,8 mètre du sol, le mâle la poursuivant. Au moins six vols successifs ont lieu. Le mâle et la femelle se perchent ensemble et se nourrissent l’un l’autre entre les vols.
La Grive des bois est monogame. Les couples se forment de la mi-avril au début de mai et durent généralement toute une saison de reproduction. La plupart des individus trouvent un nouveau partenaire chaque année, et la surveillance de partenaire ainsi que les copulations hors couple n’ont pas été observées chez cette espèce.
Le mâle commence à chanter, à l’aube et au crépuscule, quelques jours avant d’arriver au site de nidification. Au début de la saison de reproduction, le mâle chante à la cime des arbres mais, à mesure que la saison progresse, son chant devient plus court, moins élaboré et est émis à partir de perchoirs moins élevés. Le chant débute et son intensité est la plus forte juste avant le lever du soleil. Le mâle peut chanter tout le jour, mais il chante davantage au crépuscule. Le mâle cesse habituellement de chanter à la fin de juillet.
En général, la femelle choisit l’emplacement du nid et le construit. Il se pourrait cependant que le mâle puisse influencer la sélection de l’emplacement du nid en se perchant et en chantant près du futur emplacement. Par contre, la femelle choisit d’accepter ou de rejeter l’emplacement suggéré par le mâle. Le nid est généralement placé là où la végétation est dense, dans un arbre ou un arbuste procurant de l’ombre et du camouflage. Le nid est placé au creux d’une branche horizontale ; il est fait d’herbes mortes, de tiges et de feuilles et l’intérieur est garni de boue. Le nid n’est pas réutilisé.
Habituellement, deux nichées sont tentées par saison de nidification, même si 3 à 4 nids différents peuvent être construits avant qu’une nichée ne soit produite. La femelle pond 2 à 4 œufs bleu pâle, à raison d'un œuf par jour. La plupart des femelles pondent leurs œufs à la mi-mai, mais les femelles plus âgées peuvent pondre plus tôt. Les œufs sont couvés par la femelle de 11 à 14 jours (treize jours en moyenne). Comme tous les passereaux, les oisillons sont nidicoles à l’éclosion, c’est-à-dire sans plumes et les yeux fermés ; ils pèsent un peu plus de 4 g en moyenne. La femelle couve les oisillons pendant les quatre premiers jours après l’éclosion. Les deux parents nourrissent les juvéniles et enlèvent les sacs fécaux du nid. Les oisillons quittent le nid 12 à 15 jours après l’éclosion mais les parents continuent de les nourrir jusqu’à ce qu’ils quittent le territoire parental vers l'âge de 21 à 31 jours.
Les couples peuvent tenter l’élevage d’une deuxième couvée au plus tard à la fin de juillet, les juvéniles quittant alors le nid à la mi-août. Environ la moitié des couples élèvent avec succès deux nichées. La Grive des bois peut se reproduire l’été suivant sa naissance. L’individu en liberté le plus âgé (record en 2008) avait 8 ans et 11 mois,.

## Répartition et habitat

### Répartition
Au Canada, la Grive des bois est présente au Manitoba, en Ontario, au Nouveau-Brunswick et en Nouvelle-Écosse. Son aire de répartition s’étend du sud du Canada jusqu’au nord de la Floride en passant par la rivière Missouri et les Grandes Plaines. L’aire de répartition s’est étendue vers le nord, la Grive des bois concurrençant alors la Grive fauve et la Grive solitaire en certains endroits.

### Habitat
La Grive des bois fréquente les forêts décidues et mixtes pour se reproduire. Elle préfère les forêts mésiques (c'est-à-dire à pluviométrie moyenne) de fin de succession (voir l'article Cycle sylvigénétique) avec une strate arbustive modérément dense. On la trouve généralement à des élévations assez faibles (moins de 1 350 m). Robert I. Bertin (1977) détermina que cette grive préfère les milieux avec des cours d’eau, des sols humides et un recouvrement important des strates inférieures. L’habitat de nidification inclus généralement des arbres de plus de 16 mètres de haut, un sol forestier dégagé et une litière feuillue. L’humidité du sol semble plus importante que le recouvrement de la canopée ou que l’accès à des cours d’eau. La Grive des bois peut se reproduire dans des parcelles de forêt aussi petites que 0,4 hectare, mais cela augmente alors le risque de prédation et de parasitisme des nids.

### Migration
La migration automnale débute en général à la mi-août et se poursuit jusqu’à la mi-septembre. En hiver, la Grive des bois se retrouve du sud du Mexique jusqu’au Panama en Amérique centrale, qu'elle atteint en migrant surtout le long des côtes de l’Atlantique et du Pacifique. Au printemps, la Grive des bois arrive généralement sur les côtes du Golfe des États-Unis pendant la première semaine d’avril. La migration a lieu la nuit. Les oiseaux se dirigent avec les étoiles et le champ magnétique terrestre.
La Grive des bois a été observée une fois en Europe, aux Sorlingues, Angleterre, en octobre 1987,.

## La Grive des bois et l'homme

### Étymologie et taxinomie
Seule membre du genre Hylocichla, la Grive des bois a été décrite par le naturaliste Johann Friedrich Gmelin en 1789. Le nom générique est une traduction directe de son nom vernaculaire, dérivée des mots grecs hylè/ύλη "bois" et cichle/κιχλη "grive". Le nom de l’espèce provient du latin mustela "belette". Le terme grive, dérive lui, du latin greacus, terme signifiant « de Grèce », donné à un type de petits oiseaux migrateurs dont on pensait qu'ils hivernaient en Grèce.
La Grive des bois est proche parente des autres grives typiques de l'Amérique du Nord du genre Catharus et est parfois placée dans ce genre. La Grive des bois semble également apparentée aux espèces du genre Turdus comme le Merle d'Amérique.
Certains auteurs lui donne le nom scientifique de Catharus mustelinus.

### Conservation
La Grive des bois est devenue un symbole du déclin des populations d’oiseaux néotropicaux de l’est de l’Amérique du Nord, puisque ses effectifs ont diminué de 43 % depuis 1966. Tout comme de nombreuses autres espèces, cette grive fait face à des menaces à la fois sur son aire de reproduction et sur son aire d'hivernage en Amérique centrale. La fragmentation des forêts nord-américaines a mené à une augmentation des taux de prédation et de parasitisme des nids par le Vacher à tête brune, ce qui a significativement diminué le succès reproducteur de la Grive des bois. De plus, une étude du Laboratoire d'Ornithologie de l'Université Cornell a associé les pluies acides au déclin des populations de cette espèce. La destruction continue des forêts primaires en Amérique centrale a également réduit l’habitat d’hivernage optimal de la Grive des bois, ce qui la force probablement à sélectionner des habitats de moins bonne qualité où les taux de mortalité sont plus élevés. Malgré tout, l'espèce est toujours placée par l'UICN dans la catégorie préoccupation mineure.

### Référence culturelle
Le musicien français Olivier Messiaen s'est inspiré de son chant pour une des pièces de ses oiseaux exotiques, écrites entre 1955 et 1956 ainsi que pour son Des canyons aux étoiles..., écrit entre 1971 et 1974.